# Žarko Nikolić
Žarko Nikolić (Novi Sad, 16 de outubro de 1936 - 22 de agosto de 2011) foi um futebolista e treinador iugoslavo, medalhista olímpico.

## Carreira
Milutin Šoškić fez parte do elenco medalha de ouro, nos Jogos Olímpicos de 1960. Ele também fez parte do elenco da Seleção Iugoslava na Copa do Mundo de 1962.